# Les Axelines
Les Axelines est une équipe de patinage synchronisé du club ACSEL de Caen évoluant principalement en catégorie Junior N2. Cette équipe est entraînée d'abord par Corinne Brard de 1999 à 2021, avant de succéder à Morgane Mathéo. Les Axelines sont championnes de France en 2008, 2009, 2010, 2011, 2012 et 2019,,.

## Parcours d'ancien membres
Plusieurs anciennes patineuses de l'équipe ont par la suite continué leur carrière sportive dans des équipes françaises de premières division. Cela leur a permis de participer aux championnats du monde Junior chez les Jeanne d'arc de Rouenou les Championnats du monde Senior chez les Zoulous de Lyon. D'autres ont intégrer la troupe de Candeloro ou sont devenus coach, notamment l'une des coach actuelles des Jeanne d'arc, qui est issue de cette équipe.

## Palmarès

### Compétitions Nationales et Régionales (2018-2024)
| Année | Championnat de France | Championnat de Normandie          | Catégorie | source |
| ----- | --------------------- | --------------------------------- | --------- | ------ |
| 2024  | 3e                    | 1re                               | Junior N2 | ,      |
| 2023  | 2e                    | 2e                                | Junior N2 | [ 9 ]  |
| 2022  | 3e                    | 1re                               | Junior N2 | [ 10 ] |
| 2020  | 2e                    | Evènement annulé à cause du Covid | Junior N2 | [ 11 ] |
| 2019  | 1re                   | 1re                               | Junior N2 | [ 2 ]  |
| 2018  | 2e                    | 1re                               | Junior N2 |        |

### Compétition internationales
En 2008 elles alors qu'elles sont en Senior National 1 elles participent à la French cup. Plusieurs années plus tard en 2019 alors que la French cup ouvre la compétition aux équipes de 2e et 3e division, elles se classent première de la catégorie Junior National 1. La saison suivante elles participent à la Lumière Cup 2019 et se classent 2e de la catégorie Junior B (National 2).